# Matilda Mk I
O Tanque Matilda Mk I (A11) foi um tanque britânico infantaria da Segunda Guerra Mundial.